# クリスティアーネ・ニュスライン＝フォルハルト
クリスティアーネ・ニュスライン＝フォルハルト（Christiane Nüsslein-Volhard、1942年10月20日 - ）は、ドイツの生物学者。胚の発生過程での遺伝子による制御を研究し、エドワード・ルイス、エリック・ヴィーシャウスとともに1995年度のノーベル生理学・医学賞を受賞した。

## 来歴
ザクセン＝アンハルト州マクデブルク近郊のHeyrothsberge出身。ノーベル化学賞受賞者のベンジャミン・リストははとこに当たる。1962年フランクフルト大学に入学し、生物学を学ぶが、テュービンゲン大学に移籍し、生化学に専攻を変更し、1968年に卒業した。1969年から、当時のマックス・プランク・ウイルス研究所で研究助手を務め、1973年にテュービンゲン大学から、遺伝学の分野で自然科学のPh.D.を取得した。
1975年から翌年まで、研究助成金を受けてバーゼル大学のヴァルター・ゲーリングの研究室で博士研究員として働き、そこで生物学的形状形成に関する研究を始めた。1977年には、フライブルク大学の研究室に在籍した。1978年から1980年まで、ハイデルベルクに新設された欧州分子生物学研究所 (EMBL) で研究グループのリーダーを務めた。1981年から1984年までマックス・プランク協会のフリードリッヒ・ミーシェル研究室に在籍した。
1985年から、彼女はテュービンゲンにあるマックス・プランク生物学研究所の長を務めている。1991年、母校であるテュービンゲン大学の名誉教授となった。2001年からは生命科学に関する指針を定める国家倫理委員会の委員となっている。2005年にはオックスフォード大学から名誉博士号を授与された。
1994年に、彼女はクリスティアーネ・ニュスライン＝フォルハルト基金を立ち上げた。これは、子供を持つ女性科学者の支援を目的としたものである。奨学金や一日保育の供給を通じて、子育てしやすい環境を作るのに使われている。

## 業績
ニュスライン＝フォルハルトとヴィーシャウスは生物学に大規模実験の方法論を導入し、変異体を使ったショウジョウバエの胚の発生の研究を大規模に行い成功させた。
これらの実験が行われた頃、分子生物学は主に小規模な実験として行われ、1つの遺伝子や1つのタンパク質の働きを調べる実験が一般的であった。一方、当時の技術では莫大な仕事量や資金が必要であったため、生物学では広範囲に及ぶ実験はあまり行われてこなかった。
ニュスライン＝フォルハルトらにノーベル賞をもたらした実験はショウジョウバエの胚の発生に関わる遺伝子を同定することを目的としたものだった。
ショウジョウバエは、その小さなサイズと世代の短さから遺伝子の実験の素材として広く用いられてきたため、大きな数を扱うのも比較的容易であった。胚の発生に関わる遺伝子は、ランダム突然変異を起こさせたショウジョウバエを育てることによって同定された。胚の発生が弱まれば、その時に変異している遺伝子が胚の発生に関与していることがわかり、このようにしてショウジョウバエの胚発生に必要な一連の遺伝子が明らかとなった。これらの遺伝子の多くにはハリネズミにちなんだ名前が与えられた。キュウリを意味するドイツ語のGurkenや不具を意味するドイツ語のKrüppelなどである。これらの実験によってショウジョウバエの発生初期、特に体の各部の段階的な発達機構に対する新しい知見がもたらされた。またこれらの実験は、その規模の大きさだけで有名なのではなく、ショウジョウバエ以外の生物にも同様の機構が当てはまりうるということがさらに重要であった。後にこの時同定された遺伝子やその類似遺伝子の多くが他の種でも見つかった。特にホメオボックス遺伝子は全ての後生動物から見つかって、同じような働きをしていることが分かった。これらの発見は進化学にも新たな情報をもたらし、例えば前口動物と新口動物は比較的良く似ていて、これまで考えられていたよりも複雑な体の作りを持った共通祖先から進化してきたことが推察された。さらに、発生における細胞の運命だけではなく、転写の制御などに関しても色々なことが分かった。

## 受賞歴
- 1986年 ゴットフリート・ヴィルヘルム・ライプニッツ賞
- 1989年 ローゼンスティール賞（エドワード・ルイスと共に）
- 1991年 アルバート・ラスカー基礎医学研究賞（エドワード・ルイスと共に）
- 1992年 ルイザ・グロス・ホロウィッツ賞（エドワード・ルイスと共に）
- 1992年 ルイ＝ジャンテ医学賞
- 1992年 オットー・ワールブルク・メダル
- 1992年 メンデル・メダル
- 1993年 エルンスト・シエーリング賞
- 1995年 ノーベル生理学・医学賞（エドワード・ルイス、エリック・ヴィーシャウスと共に）
- 1998年 ウォーレン賞
- 2006年 ロレアル-ユネスコ女性科学賞
- 2022年 グレゴール・メンデル・メダル（特別賞）